# Dehamcha
Dehamcha è un comune dell'Algeria, situato nella provincia di Sétif.